# دافيدي مانديلي
دافيدي مانديلي (بالإيطالية: Davide Mandelli)‏ (مواليد 28 يونيو 1977 في منزا - إيطاليا) لاعب كرة قدم إيطالي يلعب حاليا لصالح نادي الدرجة الأولى كييفو فيرونا الإيطالي منذ 2004 في مركز قلب الدفاع كما يجيد اللعب في مركز الظهير الأيمن .

## وصلات خارجية
- دافيدي مانديلي على موقع قاعدة بيانات كرة القدم.إي يو (الإنجليزية)
- دافيدي مانديلي على موقع Soccerway.com (الإنجليزية)
- دافيدي مانديلي على موقع عالم كرة القدم.نت (الإنجليزية)